# Электрошок (фильм, 1989)
«Электрошок» (англ. Shocker, также известен, как англ. Wes Craven's Shocker) — американский фильм ужасов-слэшер 1989 года, снятый режиссёром Уэсом Крэйвеном по собственному сценарию. Главные роли сыграли Митч Пиледжи, Питер Берг, Майкл Мёрфи и Камилль Купер. Премьера состоялась 27 октября 1989 года — в прокате фильм собрал 16,6 миллиона долларов.

## Сюжет
В новостях показывают сюжет о серийном маньяке, убившем более тридцати человек в пригороде Лос-Анджелеса. Главный подозреваемый — мастер по ремонту телевизоров с ярко выраженной хромотой по имени Гораций Пинкер. Когда лейтенант Дон Паркер подбирается слишком близко к раскрытию личности маньяка, Пинкер убивает жену полицейского и его приёмных детей — сына и дочь.
Старший приёмный сын Паркера, звезда американского футбола Джонатан, устанавливает странную связь с Пинкером через свои сны, которые приводят расследование в маленький магазин, принадлежащий Пинкеру. Во время перестрелки, в которой погибают несколько офицеров, Пинкеру вновь удаётся сбежать. Его целью становится возлюбленная Джонатана — Элисон. Маньяк убивает девушку, пока Джонатан был на тренировке. Ещё один сон Джонатана приводит лейтенанта Паркера и полицию к Пинкеру — они наконец ловят его во время попытки похищения очередной жертвы. Пинкер собирается убить и Джонатана, но его арестовывают. Пинкера приговаривают к смерти на электрическом стуле.
Перед смертью Пинкер рассказывает Джонатану, что на самом деле он его сын — хромота убийцы появилась после того, как Джонатан, будучи ещё совсем маленьким мальчиком, выстрелил в колено отцу, пытаясь остановить убийство матери. Пинкер заключил сделку с Дьяволом, и после смерти он становится призраком, состоящим из электрического поля. Он может вселяться в тела других людей и электрические предметы, и таким образом продолжает совершать кровавые дела, но уже чужими руками. Некоторые из убитых — сотрудники тюрьмы и друзья Джонатана.
Вскоре Пинкер овладевает лейтенантом Паркером. Детектив противостоит Пинкеру, но убийца спасается бегством через телевизионную тарелку. Джонатан и его друзья пытаются найти способ сразиться с жестоким злодеем. Друзья Джонатана направляются к электростанции, чтобы отключить в городе электричество. Джонатан с помощью призрака Элисон разрабатывает план по возвращению Пинкера в реальный мир и случайно обнаруживает, что Пинкер, как и все источники энергии, подчиняется законам реального мира. Джонатан заманивает отца в ловушку внутри телевизора. Пинкер угрожает юноше, что он вновь найдёт способ сбежать и отомстить. Голос Элисон говорит Джонатану позаботиться о себе. В этот момент отключается электричество, и Пинкер оказывается в ловушке.

## В ролях

### Основной состав
- Митч Пиледжи — Хорас Пинкер
- Питер Берг — Джонатан Паркер
- Майкл Мерфи — Лейтенант Дон Паркер
- Сэм Скарбер — Сидни Купер
- Камилль Купер — Элисон Клеменс
- Ричард Брукс — Рино
- Винсент Гуастеферро — Пастори
- Тед Рейми — Пак-Мэн

### Камео
Режиссёр и автор сценария Уэс Крэйвен появился в эпизоде в роли мужчины-соседа. Его дочь Джессика Крэйвен сыграла продавщицу, а сын Джонатан Крэйвен — мужчину, занимающегося бегом. Кейн Робертс — бывший гитарист группы Элиса Купера — появился в эпизоде в роли дорожного рабочего. Американский писатель и психолог Тимоти Лири сыграл телепроповедника. В небольшой роли первой жертвы убийцы появилась Хезер Лэнгенкэмп — звезда серии фильмов «Кошмар на улице Вязов», сыгравшая Нэнси Томпсон.

## Производство
Съёмки картины под рабочим названием «Игры закончились» (англ. No More Mr. Nice Guy) начались 30 января 1989 года в Лос-Анджелесе.

## Саундтрек
Инструментальную музыку к фильму написал Уилльям Голдштайн, а в 1989 лейбл «Capitol/SBK Records» выпустил альбом «Shocker: The Album» с песнями, звучавшими в картине:
| №   | Название                                   | Исполнитель        | Длительность |
| --- | ------------------------------------------ | ------------------ | ------------ |
| 1.  | «Shocker»                                  | The Dudes Of Wrath | 3:58         |
| 2.  | «Love Transfusion»                         | Iggy Pop           | 4:22         |
| 3.  | «No More Mr. Nice Guy»                     | Megadeth           | 3:02         |
| 4.  | «Sword & Stone»                            | Bonfire            | 3:57         |
| 5.  | «Timeless Love»                            | Saraya             | 4:08         |
| 6.  | «Shockdance»                               | The Dudes Of Wrath | 4:31         |
| 7.  | «Demon Bell (The Ballad Of Horace Pinker)» | Dangerous Toys     | 3:56         |
| 8.  | «The Awakening»                            | Voodoo X           | 6:02         |
| 9.  | «Different Breed»                          | Dead On            | 3:48         |
| 10. | «Shocker (Reprise)»                        | The Dudes Of Wrath | 2:54         |

## Релиз

### Кассовые сборы
Премьера фильма состоялась 27 октября 1989 на 1 783 площадках — в первые выходные картина собрала $4 510 990, уступив лидерство в прокате фильму «Уж кто бы говорил». За весь период проката в США фильм собрал 16.6 млн долларов..

### Новелизация
Рендалл Бойлл (англ. Randall Boyll) написал роман-новелизацию по мотивам сценария фильма — книгу выпустило издательство «Berkley Books» в 1990 году.

### Выход на видео
Компания «Universal Studios» выпустила фильм на DVD в 1999. В 2007 году вышло переиздание «Double Feature» вместе с другим фильмом Крэйвена — «Люди под лестницей». 8 сентября 2015 года компания «Shout! Factory» выпустила фильм на Blu-Ray в коллекционной серии, куда вошли дополнительные материалы:
- Аудиокомментарии с режиссёром и сценаристом Уэсом Крэйвеном.
- Аудиокомментарии с оператором Жаком Айткином, продюсером Робертом Энглманом и композитором Уилльямом Голдштайном.
- Интервью «Cable Guy: An Interview With Actor Mitch Pileggi» (17:36) — интервью-воспоминание о съёмках от исполнителя роли злодея картины.
- Интервью «Alison’s Adventures: An Interview With Actress Cami Cooper» (17:12) — интервью-воспоминание о съёмках от ведущей актрисы картины.
- Интервью «It’s Alive: An Interview With Producer Shep Gordon» (11:57) — о работе продюсера картины.
- Документальный фильм «No More Mr. Nice Guy: The Music Of Shocker» (26:13) о музыкальном сопровождении картины.
- Трейлер и ТВ-ролики (2:32)
- Радио-реклама (1:09)
- Винтажный видео-ролик о съёмках (8:48)
- Раскадровки (8:55)
- Фото со съёмок (6:32)

В России на DVD фильм выпустила компания «Синема Трейд».

## Ссылка
- «Электрошок» (англ.) на сайте Internet Movie Database
- «Электрошок» (англ.) на сайте Rotten Tomatoes